# Liste der Abgeordneten zum Burgenländischen Landtag (VIII. Gesetzgebungsperiode)
Diese Liste der Abgeordneten zum Burgenländischen Landtag listet alle Mitglieder des Burgenländischen Landtags in der VIII. Gesetzgebungsperiode auf. Die Gesetzgebungsperiode wurde am 11. Juni 1956 mit der Angelobung der Abgeordneten und der Wahl des Präsidiums eröffnet und endete nach 64 Sitzungen am 5. Mai 1960 mit der Angelobung des Landtags der IX. Gesetzgebungsperiode. Nach der Landtagswahl am 13. Mai 1956 entfielen 16 von 32 Mandaten auf die Österreichische Volkspartei (ÖVP), 15 auf die Sozialdemokratische Partei Österreichs (SPÖ) und 1 Mandat auf die Freiheitliche Partei Österreichs (FPÖ).
Dem Präsidium saß als 1. Landtagspräsident zunächst der ÖVP-Abgeordnete Josef Lentsch vor, der bereits am 22. Juni 1956 das Amt an Lorenz Karall (ÖVP) übergab. Über die ganzen Periode waren der 2. Landtagspräsident Hans Wastl (SPÖ) und der 3. Landtagspräsident Johann Hautzinger (ÖVP) im Amt. Die Funktion des Schriftführers übten Josef Schatz und Alfred Weichselberger aus, Ordner waren Alois Stimakovits und Paul Weiß.
| Name                  | Fraktion | Anmerkung                              |
| --------------------- | -------- | -------------------------------------- |
| Billes Stefan         | SPÖ      |                                        |
| Bögl Hans             | SPÖ      | bis 16. Juni 1959                      |
| Düh Karl              | SPÖ      |                                        |
| Erhardt Johann        | ÖVP      |                                        |
| Görcz Adalbert        | ÖVP      |                                        |
| Grohotolsky Rudolf    | ÖVP      |                                        |
| Habeler Johann        | ÖVP      |                                        |
| Hautzinger Johann     | ÖVP      | 3. Landtagspräsident                   |
| Hetfleisch Nikolaus   | ÖVP      |                                        |
| Karall Lorenz         | ÖVP      | 1. Landtagspräsident ab 22. Juni 1956  |
| Kery Theodor          | SPÖ      |                                        |
| Knotzer Heinrich      | SPÖ      |                                        |
| Krikler Karl          | SPÖ      |                                        |
| Kroyer Franz          | ÖVP      | ab 19. Dezember 1959 für Franz Leopold |
| Lentsch Josef         | ÖVP      | 1. Landtagspräsident bis 22. Juni 1956 |
| Leopold Franz         | ÖVP      | bis 19. Dezember 1959                  |
| Nikles Julius         | ÖVP      |                                        |
| Parise Ludwig         | SPÖ      |                                        |
| Polster Reinhold      | ÖVP      |                                        |
| Probst Franz          | SPÖ      | ab 16. Juni 1959 für Hans Bögl         |
| Rechnitzer Franz      | ÖVP      |                                        |
| Rezar Richard         | FPÖ      | ab 29. Juli 1958 für Ludwig Schandl    |
| Robak Friedrich       | SPÖ      |                                        |
| Sandhofer Michael     | ÖVP      |                                        |
| Schandl Ludwig        | FPÖ      | bis 29. Juli 1958                      |
| Schatz Josef          | ÖVP      |                                        |
| Steidl Karl           | SPÖ      |                                        |
| Stimakovits Alois     | ÖVP      |                                        |
| Szenkuröck Friedrich  | SPÖ      |                                        |
| Trenovatz Stefan      | SPÖ      |                                        |
| Wagner Johann         | ÖVP      |                                        |
| Wastl Hans            | SPÖ      | 2. Landtagspräsident                   |
| Weichselberger Alfred | SPÖ      |                                        |
| Weiß Paul             | SPÖ      |                                        |
| Wessely Alois         | SPÖ      |                                        |